# Kia K4
La Kia K4, chiamata in seguito Kia Cachet (凯绅), è un'autovettura prodotta dalla casa automobilistica coreana Kia Motors a partire dal 2014 fino al 2020, realizzata esclusivamente per il mercato cinese.

## Descrizione

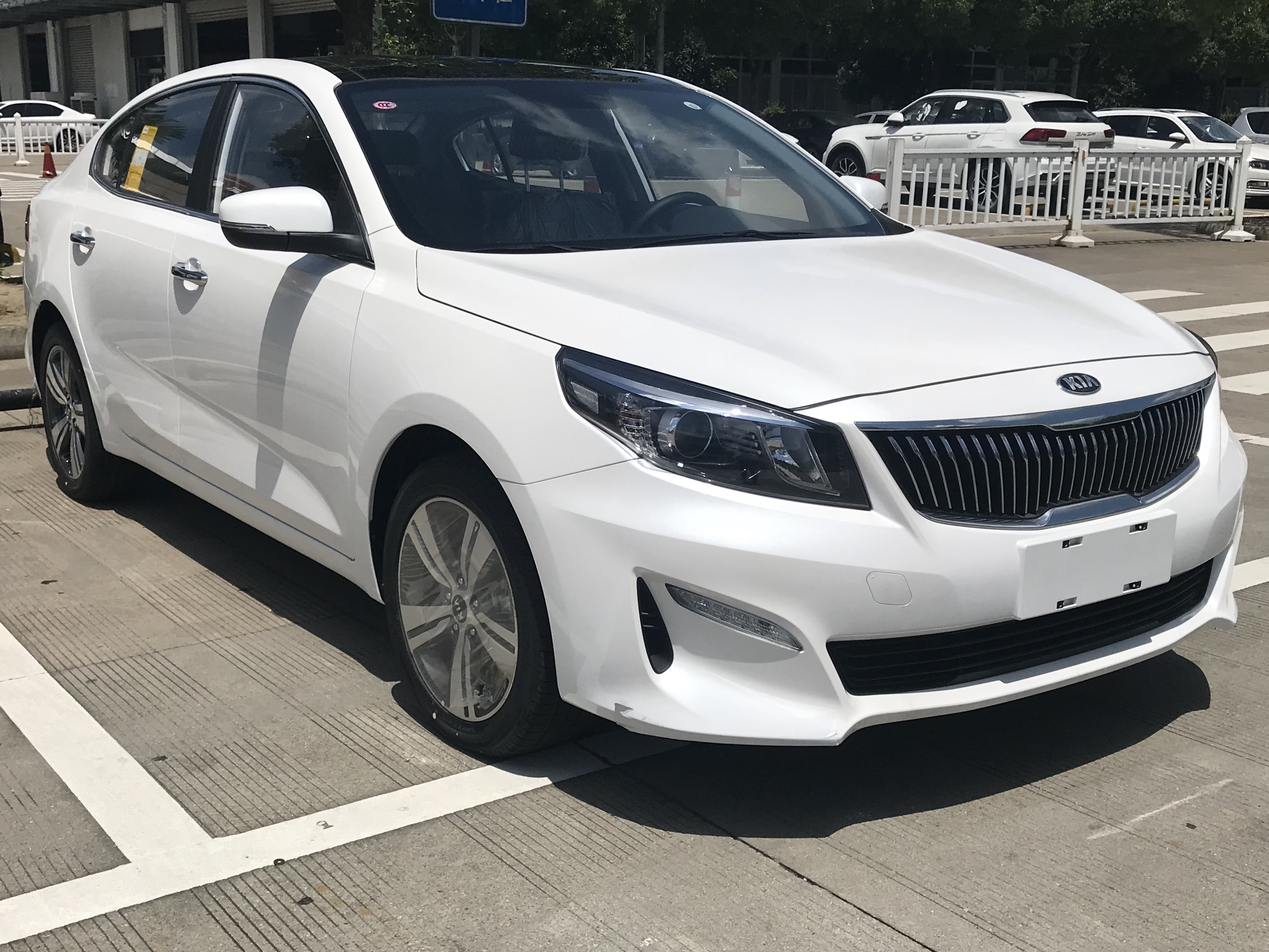
Kia Cachet

La K4 è una berlina 3 volumi a quattro porte di medio-grande dimensioni che si posiziona tra la Kia K3 e Kia K5. La Kia K4 è stata anticipata al salone di Pechino 2014 dalla Kia K4 Concept.
La versione di produzione della Kia K4 condivide la stessa piattaforma della Hyundai Mistra ed è stata presentata il 29 agosto 2014 al Salone dell'auto di Chengdu. Il lancio sul mercato è avvenuto nell'ottobre 2014. Nel 2018 è stata sottoposta a un restyling che ha interessato la parte frontale e i fari posteriori; con l'aggiornamento la vettura ha cambiato nome ed è stata rinominata in Kia Cachet.